# مرز ایران–پاکستان

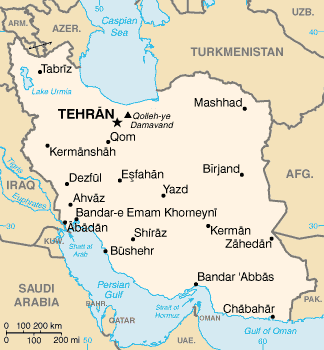
نقشهٔ ایران (کشور پاکستان در جنوب شرقی قرار دارد)

خط مرزی ایران–پاکستان نام سرحد و حاشیهٔ بین دو کشور ایران و پاکستان به فاصلهٔ ۹۰۹ کیلومتر (۵۶۴ مایل) می‌باشد که این دو کشور را از یکدیگر جدا می‌کند. این مرز از نقطهٔ تقاطع مشترک ایران، پاکستان و افغانستان آغاز می‌شود و خطی نسبتاً مستقیم به سمت جنوب شرقی را دنبال می‌کند تا به چشمه‌های آب گرمی برسد. در انتها، مرز به خلیج گواتر در دریای عمان ختم می‌شود.
شهر میرجاوه در فاصله حدود هشتاد کیلومتری شهر زاهدان واقع شده‌است و برای دسترسی به این شهر باید در نزدیکی هنگ مرزی پاکستان، ۵ کیلومتر به سمت راست جاده حرکت کرد. پس از هنگ مرزی ایران و پاکستان در فاصله ۵ کیلومتری شهر تفتان قرار دارد. از لحاظ امکانات و توجه دولتی میرجاوه از تفتان جلوتر است.
همچنین از مسیر جالق مرکز شهرستان گلشن در هفتاد و پنج کیلومتری شهرستان سراوان از مسیر روستای روتک دهستان بیلری شهرستان خاش می‌توان به نوار مرزی ایران–پاکستان رفت.

## گذرگاه مرز
- گذرگاه مرزی میرجاوه (ایران) – شهر تفتان (پاکستان) (جاده و قطار)
- گذرگاه مرزی پیشین (ایران) – مند (پاکستان) (جاده)
- گذرگاه مرزی کوهک (ایران)- چدگی (پاکستان) (جاده)
- گذرگاه مرزی ریمدان (ایران)- گبد (پاکستان) (جاده)

این دو مورد بازارچه مرزی هستند 
- جالق (ایران) – ماشکیل (پاکستان) (جاده)
- روتک (ایران)- راجه (پاکستان) (جاده)

## محل‌های نزدیک مرز

### ایران
- زاهدان
- خاش
- سراوان
- میرجاوه
- جالق
- پیشین
- کوهک (سراوان)
- لار مارود
- کاچه رود
- لادیز
- کاله
- فاره
- مورت
- اسفندک
- کواری

### پاکستان
- تفتان
- جیوانی
- سهتگان
- قلعه لادگشت
- واشاپ
- گیربوم
- سهراگ
- عبدوی
- سیراج
- کرومب